# Makinohara, Shizuoka
Makinohara (牧之原市 Makinohara-shi) là một thành phố thuộc tỉnh Shizuoka, Nhật Bản.
Tính đến tháng 9 năm 2014, thành phố này có dân số ước tính 46.040 người và mật độ dân số 412 người trên km². Tổng diện tích 111,68 km².

## Địa lý
Makinohara nằm ở quận Shizuoka thuộc miền nam tỉnh Shizuoka. Phía đông giáp với vịnh Suruga nằm trên Thái Bình Dương và tăng dần đến Cao nguyên Makinohara. Khu vực này có khí hậu biển ôn đới, đặc trưng bởi mùa hè nóng, ẩm ướt và mùa đông ôn hoà, với dòng chảy Kuroshio hiện tại làm giảm hiệu quả.

## Đô thị giáp ranh
- Omaezaki
- Kikugawa
- Shimada
- Yoshida, quận Haibara

## Lịch sử
Khu vực Makinohara ngày nay là một phần của tỉnh Tōtōmi cũ. Trong suốt thời kỳ Edo, thành phố Sagara là trung tâm của Sagara Domain. Trong cải cách địa chính của giai đoạn Meiji ban đầu vào ngày 1 tháng 4 năm 1889, khu vực Sagara được thành lập như một thị trấn trong quận Haibara.
Thành phố Makinohara hiện đại được thành lập vào ngày 11 tháng 10 năm 2005, từ sự sáp nhập của các thị trấn Haibara và Sagara (cả hai từ quận Haibara).

## Kinh tế
Nền kinh tế địa phương của Makinohara chủ yếu là sản xuất chè xanh, và trong một chừng mực nào đó là đánh bắt cá và sản xuất linh kiện ô tô cho Suzuki.
Fuji Dream Airlines có trụ sở tại Makinohara. 